# ケネス・マケボイ
ケネス・マケボイ（Kenneth McEvoy, 1994年9月4日 - ）は、アイルランド・ウォーターフォード出身のサッカー選手。ポジションはミッドフィールダー。
サッカー選手としての登録名は「ケニー・マケボイ」。「マケヴォイ」や「マクエボイ」などの表記も見られる。

## 経歴
トッテナム・ホットスパーFCのユースチーム出身。UEFAヨーロッパリーグ 2013-14では2試合にベンチ入りし、トップチームデビューまであと一歩まで迫ったが、出場機会は無く、2016年1月6日にフットボールリーグ2のヨーク・シティFCに完全移籍した。

## 人物
トッテナム・ホットスパーFC時代には、同僚でもあったガレス・ベイルに顔がそっくりであるとイングランドのメディアやアイルランドのメディアなどで話題になった。